# Bräcktjärnen, Jämtland
Bräcktjärnen är en sjö i Åre kommun i Jämtland och ingår i Indalsälvens huvudavrinningsområde.